# Slobodan Rubežić
Slobodan Rubežić (in serbo Слободан Рубежић?; Belgrado, 21 marzo 2000) è un calciatore serbo naturalizzato montenegrino, difensore del Novi Pazar in prestito dall'Aberdeen.

## Biografia
Nato in Serbia, ha origini montenegrine tramite madre.

## Carriera

### Club
Il 31 luglio 2023 viene acquistato dall'Aberdeen.

### Nazionale
Il 2 ottobre 2023 viene convocato per la prima volta dal Montenegro, nazionale delle sue origini. Esordisce con la selezione montenegrina 10 giorni dopo nell'amichevole vinta 3-2 contro il Libano. Realizza il suo primo gol il 19 novembre seguente nella sconfitta per 3-1 contro l'Ungheria.

## Statistiche

### Presenze e reti nei club
Statistiche aggiornate al 19 maggio 2024.
| Stagione          | Squadra           | Campionato        | Campionato | Campionato | Coppe nazionali | Coppe nazionali | Coppe nazionali | Coppe continentali | Coppe continentali | Coppe continentali | Altre coppe | Altre coppe | Altre coppe | Totale | Totale |
| Stagione          | Squadra           | Comp              | Pres       | Reti       | Comp            | Pres            | Reti            | Comp               | Pres               | Reti               | Comp        | Pres        | Reti        | Pres   | Reti   |
| ----------------- | ----------------- | ----------------- | ---------- | ---------- | --------------- | --------------- | --------------- | ------------------ | ------------------ | ------------------ | ----------- | ----------- | ----------- | ------ | ------ |
| 2019-2020         | Novi Pazar        | 2L                | 27         | 1          | CS              | 1               | 0               | -                  | -                  | -                  | -           | -           | -           | 28     | 1      |
| 2020-2021         | Čukarički         | SL                | 0          | 0          | CS              | 0               | 0               | -                  | -                  | -                  | -           | -           | -           | 0      | 0      |
| 2021-gen. 2022    | Arda Kărdžali     | 1L                | 5          | 0          | CB              | 2               | 0               | -                  | -                  | -                  | -           | -           | -           | 7      | 0      |
| gen.-giu. 2022    | Novi Pazar        | SL                | 9+2        | 1+1        | CS              | 2               | 0               | -                  | -                  | -                  | -           | -           | -           | 13     | 2      |
| 2022-2023         | Novi Pazar        | SL                | 35         | 2          | CS              | 2               | 0               | -                  | -                  | -                  | -           | -           | -           | 37     | 2      |
| Totale Novi Pazar | Totale Novi Pazar | Totale Novi Pazar | 71+2       | 4+1        |                 | 5               | 0               |                    | -                  | -                  |             | -           | -           | 78     | 5      |
| 2023-2024         | Aberdeen          | SP                | 18         | 0          | CS+CdL          | 1+4             | 0               | UEL+UECL           | 2+6                | 0                  | -           | -           | -           | 31     | 0      |
| Totale carriera   | Totale carriera   | Totale carriera   | 94+2       | 4+1        |                 | 12              | 0               |                    | 9                  | 0                  |             | -           | -           | 117    | 5      |

### Cronologia presenze e reti in nazionale
| Cronologia completa delle presenze e delle reti in nazionale ― Montenegro | Cronologia completa delle presenze e delle reti in nazionale ― Montenegro | Cronologia completa delle presenze e delle reti in nazionale ― Montenegro | Cronologia completa delle presenze e delle reti in nazionale ― Montenegro | Cronologia completa delle presenze e delle reti in nazionale ― Montenegro | Cronologia completa delle presenze e delle reti in nazionale ― Montenegro | Cronologia completa delle presenze e delle reti in nazionale ― Montenegro | Cronologia completa delle presenze e delle reti in nazionale ― Montenegro |
| Data                                                                      | Città                                                                     | In casa                                                                   | Risultato                                                                 | Ospiti                                                                    | Competizione                                                              | Reti                                                                      | Note                                                                      |
| ------------------------------------------------------------------------- | ------------------------------------------------------------------------- | ------------------------------------------------------------------------- | ------------------------------------------------------------------------- | ------------------------------------------------------------------------- | ------------------------------------------------------------------------- | ------------------------------------------------------------------------- | ------------------------------------------------------------------------- |
| 12-10-2023                                                                | Podgorica                                                                 | Montenegro                                                                | 3 – 2                                                                     | Libano                                                                    | Amichevole                                                                | -                                                                         | 77’                                                                       |
| 16-11-2023                                                                | Podgorica                                                                 | Montenegro                                                                | 2 – 0                                                                     | Lituania                                                                  | Qual. Euro 2024                                                           | -                                                                         | 32’                                                                       |
| 19-11-2023                                                                | Budapest                                                                  | Ungheria                                                                  | 3 – 1                                                                     | Montenegro                                                                | Qual. Euro 2024                                                           | 1                                                                         | 34’ 76’                                                                   |
| 5-6-2024                                                                  | Bruxelles                                                                 | Belgio                                                                    | 2 – 0                                                                     | Montenegro                                                                | Amichevole                                                                | -                                                                         |                                                                           |
| 9-6-2024                                                                  | Podgorica                                                                 | Montenegro                                                                | 1 – 3                                                                     | Georgia                                                                   | Amichevole                                                                | -                                                                         |                                                                           |
| 6-9-2024                                                                  | Reykjavík                                                                 | Islanda                                                                   | 2 – 0                                                                     | Montenegro                                                                | UEFA Nations League 2024-2025 - 1º turno                                  | -                                                                         |                                                                           |
| 9-9-2024                                                                  | Nikšić                                                                    | Montenegro                                                                | 1 – 2                                                                     | Galles                                                                    | UEFA Nations League 2024-2025 - 1º turno                                  | -                                                                         |                                                                           |
| 9-6-2025                                                                  | Niksic                                                                    | Montenegro                                                                | 2 – 2                                                                     | Armenia                                                                   | Amichevole                                                                | -                                                                         |                                                                           |
| Totale                                                                    |                                                                           | Presenze                                                                  | 8                                                                         |                                                                           | Reti                                                                      | 1                                                                         |                                                                           |